# Olo (Portugal)
Olo ist ein Ort und eine ehemalige portugiesische Gemeinde (Freguesia) im Concelho Amarante (Portugal).
Die Gemeinde hatte eine Fläche von 6,6 km² und 371 Einwohner (Stand 30. Juni 2011).

## Geografie
Zur Freguesia gehören neben dem Hauptort Olo die Ortschaften Calvário, Campochão, Corujeira, Mirao, Outeiro de Cima, Outeiro de Medas, Sobre Outeiro, Tapadas, Torre und Valouca.

## Geschichte
Die Geschichte von São Paio de Olo ist eng mit der der südlich angrenzenden Freguesia Sanche verbunden. Die Notwendigkeit, die Verwaltung in diesem Gebiet zu verbessern, führte 1934 zu einer Aufteilung des Gebietes in zwei Gemeinden.
Mitte des 20. Jahrhunderts weihte der Präsident der Câmara Amarante António do Lago Cerqueira im Ort ein modernes Kraftwerk ein.
Das Ortsbild wird bestimmt von der Igreja Matriz. Schutzpatron des Ortes ist der heilige Pelagius.

Lage der ehemaligen Gemeinde im Kreis Amarante bis September 2013

Am 29. September 2013 wurden die Gemeinden Olo und Canadelo zur neuen Gemeinde União das Freguesias de Olo e Canadelo zusammengefasst. Olo ist Sitz dieser neu gebildeten Gemeinde.